# Bob Kushell
Robert « Bob » Kushell est un producteur, scénariste et Animateur de télévision américain. Il est principalement connu pour son travail sur les séries Les Simpson, Troisième planète après le Soleil et Samantha qui ?.
Depuis décembre 2008 il anime sa propre émission, Anytime with Bob Kushell, sur Crackle.

## Filmographie

### Scénariste

#### PourLes Simpson
| Année | Titre                 | Titre original        | Saison | Épisode | Réalisateur |
| ----- | --------------------- | --------------------- | ------ | ------- | ----------- |
| 1994  | Simpson Horror Show V | Treehouse of Horror V | 6      | 6       | Jim Reardon |
| 1996  | Krusty « le retour »  | Bart the Fink         | 7      | 15      | Jim Reardon |

#### Autres
- 1989 : On the Television (1 épisode)
- 1991 : Salute Your Shorts (en) (1 épisode)
- 1991 : Yo Yogi! (4 épisodes)
- 1992 : La Bande à Dingo (1 épisode)
- 1994 : Dream On (2 épisodes)
- 1994 : Duckman (1 épisode)
- 1996-2000 : Troisième planète après le Soleil (17 épisodes)
- 1999 : The First Gentleman
- 2000 : Normal, Ohio (1 épisode)
- 2001-2002 : Parents à tout prix (3 épisodes)
- 2002 : Pour le meilleur et le pire (2 épisodes)
- 2003-2004 : The Tracy Morgan Show (2 épisodes)
- 2006 : Jake in Progress (2 épisodes)
- 2006 : Desperate Horsewife
- 2007 : In Case of Emergency (1 épisode)
- 2007-2009 : Samantha qui ? (4 épisodes)
- 2008 : Anytime with Bob Kushell
- 2011-2012 : Suburgatory (2 épisodes)
- 2012 : Anger Management (1 épisode)

### Producteur
- 1996-2000 : Troisième planète après le Soleil (82 épisodes)
- 2000 : Normal, Ohio (1 épisode)
- 2001-2002 : Parents à tout prix (31 épisodes)
- 2002 : Pour le meilleur et le pire
- 2003 : Malcolm (7 épisodes)
- 2003-2004 : The Tracy Morgan Show (17 épisodes)
- 2006 : Jake in Progress (1 épisodes)
- 2007 : In Case of Emergency (1 épisode)
- 2007-2009 : Samantha qui ? (34 épisodes)
- 2008 : Anytime with Bob Kushell
- 2011 : American Dad! (1 épisode)
- 2011-2012 : Suburgatory (4 épisodes)
- 2012 : Anger Management (10 épisode)